# Шелепино (Рыбинский район)
Шелепино — деревня в Покровской сельской администрации Покровского сельского поселения Рыбинского района Ярославской области .
Деревня находится в междуречье Черёмухи и Коровки, на просёлочной дороге, ведущей от посёлка Красная Горка на запад в долину реки Коровка. Удалена от этого посёлка примерно на 2 км. Между Красной Горкой и Шелепино на этой дороге находится деревня Бараниха. На 1,7 км западнее по этой дороге — Гурьево. На расстоянии около 1 км на север от деревни — Стрижово, южнее деревни — лесной массив, за которым на расстоянии 3-5 км населённые пункты Волжского сельского поселения Рыбинского района.
Деревня Шелепинская указана на плане Генерального межевания Рыбинского уезда 1792 года.
На 1 января 2007 года постоянного населения в деревне проживало 3 человека . Деревня обслуживается почтовым отделением Покров, по почтовым данным в деревне 22 дома .